# 梅尔·维尔纳
梅尔·维尔纳（希伯來語：‎；1918年10月23日—2003年6月5日），原名巴尔·科夫纳，是以色列的一位共产主义政治家，曾任以色列共产党领导人。

## 生平
维尔纳出生于立陶宛王国维尔纽斯的一个犹太人家庭。他的政治生涯始于担任犹太复国主义组织青年卫士的领导人。然而，他很快就对犹太复国主义组织倾向于在巴勒斯坦建立犹太人家园而不是改变现状感到失望。因此，他开始为被取缔的波兰共产党工作，化名梅尔·维尔纳，直到1938年离开波兰前往英国统治下的巴勒斯坦托管地。他留在欧洲的大多数家人在納粹大屠殺中被杀害。到巴勒斯坦后，维尔纳在耶路撒冷希伯来大学学习历史，并加入巴勒斯坦共产党（1948年，定名为以色列共产党）。1948年5月14日，维尔纳参加以色列国的成立仪式，并代表以色列共产党签署《以色列独立宣言》，他是该文件的最年轻且最后一位在世的签署者。
1949年—1959年、1961年、1965年—1990年，他任以色列议会议员。1964年7月后，以色列共产党分裂为两派：以原总书记什穆埃尔·米库尼斯为首的一派主张在互让原则上解决阿以冲突，反对阿拉伯民族主义力量开展的反以色列立场；以他为首的一派，支持苏联的立场，要求同阿拉伯民族主义运动协调一致，这一派于1965年9月1日另立新共产主义名单。1975年，以色列共产党自行解散。1989年，新共产主义名单改称以色列共产党。2003年，他在特拉维夫去世，享年84岁。